# Карамзинка (Томская область)
Карамзинка — деревня в Чаинском районе Томской области, Россия. Входит в состав Чаинского сельского поселения.

## История
Основана в 1911 году крещеными татарами. По данным на 1926 года посёлок Карамзинка состоял из 30 хозяйств, основное население — русские. В административном отношении входил в состав Тоинского сельсовета Чаинского района Томского округа Сибирского края.
В 1920-40 годах в деревне функционировала татарская школа.

## Население
| 1926 | 1931 | 1940 | 1956 | 1995 | 1996 | 1997 |
| ---- | ---- | ---- | ---- | ---- | ---- | ---- |
| 165  | ↗202 | ↘159 | ↘139 | ↘8   | →8   | ↗12  |
| 1998 | 1999 | 2002 | 2010 | 2012 | 2013 | 2014 |
| →12  | ↘7   | ↗12  | ↘2   | →2   | →2   | →2   |
| 2015 | 2021 |      |      |      |      |      |
| →2   | ↘0   |      |      |      |      |      |

Национальный состав
Согласно результатам переписи 2002 года, в национальной структуре населения русские составляли 84 %.